# Gustavo Varela
Gustavo Antonio Varela Rodriguez (* 14. Mai 1978 in Montevideo) ist ein ehemaliger uruguayischer Fußballspieler.
Varela ist 178 cm groß und wurde auf verschiedenen Spielpositionen eingesetzt. Er spielte vor allem links und rechts im Mittelfeld, lief aber auch als rechter und linker Außenverteidiger sowie als Stürmer auf.

## Verein
Varelas Karriere begann in seiner Heimat bei El Tigre Colon. Über Lanza Méjico 68 und Nuevo Juventud gelangte er 1995 zum vielfachen Meister Nacional Montevideo. Mit Nacional wurde er viermal Uruguayischer Meister. In den Jahren 1998 bis 2002 sind 116 Einsätze und 27 Tore in Reihen der Bolsos für Varela verzeichnet.
Im August 2002 wurde er zum FC Schalke 04 transferiert. Dort bestritt er 82 Bundesligaspiele und erzielte dabei acht Tore, dazu gelangen ihm in 18 Europapokal-Partien drei Treffer.
Schwere Verletzungen wie zwei Innenbandabrisse (zuletzt im Frühjahr 2005) und eine Schädelfraktur, erlitten im DFB-Pokalspiel gegen Borussia Mönchengladbach am 6. November 2002, warfen Varela immer wieder zurück. Am 10. Februar 2007 zog er sich im Heimspiel gegen Hertha BSC einen Anriss des vorderen Kreuzbandes im linken Knie zu, der ihn für mehrere Monate außer Gefecht setzte. Varelas ursprünglich bis zum 30. Juni 2009 laufender Vertrag mit Schalke wurde im Januar 2009 rückwirkend zum 31. Dezember 2008 aufgelöst.
Gustavo Varela stand in der Saison 2009/10 wieder bei seinem Heimatverein Nacional Montevideo unter Vertrag. Dort bestritt er 23 Partien in Uruguays höchster Spielklasse, bei denen er neunmal ins gegnerische Tor traf. Zudem wurde er achtmal in der Copa Libertadores (ein Tor) und viermal in der Liguilla (ein Tor) eingesetzt. In der Spielzeit 2010/2011 lief er je nach Quellenlage in 20 oder 21 Ligapartien beim argentinischen Erstligisten Quilmes AC auf, dem er sich im Juni 2010 angeschlossen hatte. Sodann wechselte zum uruguayischen Erstligisten Club Atlético Cerro. Dort absolvierte er in der Saison 2011/2012 21 Spiele in der Primera División.
Während seiner Zeit bei Cerro wurde er wegen Beteiligung an einer Schlägerei anlässlich der am 6. Mai 2012 ausgetragenen Erstliga-Begegnung zwischen den Vereinen Cerro Largo FC und Club Atlético Cerro im Juli 2012 gemeinsam mit insgesamt zehn weiteren Profifußballern von der uruguayischen Justiz angeklagt. Dies waren Pablo Bentancur, Andrés Ravecca, Mathías Rolero, Marcos Otegui, Gonzalo Viera, César Faletti, Óscar Morales, Marcel Román, Emiliano García und Carlos Figueredo. Gegen Washington Camacho richtete sich in diesem Zusammenhang zudem eine Anklage wegen Körperverletzung.
Sein Vertrag bei den Montevideanern endete am 31. Juli 2012. Anschließend wurde im August 2012 über ein mögliches Engagement beim seinerzeit von Fabián O’Neill trainierten Amateurklub Defensor in Paso de los Toros spekuliert. Zu dieser Zeit absolvierte Varela seine Trainerausbildung.
Zur Spielzeit 2013/14 wird er wieder als Neuzugang bei Cerro geführt. In jener Saison kam er in 22 Erstligaspielen (kein Tor) zum Einsatz. Zur Apertura 2014 wird er als Abgang mit unbekanntem Ziel geführt.

## Nationalmannschaft
In der uruguayischen U-23-Auswahl kam Gustavo Varela beim „Torneo Preolímpico“ in Brasilien im Jahr 2000 in sechs Länderspielen (ein Tor) zum Einsatz. Er bestritt von seinem Debüt am 15. November 2000 bis zu seinem letzten Einsatz am 15. November 2006 24 Länderspiele für Uruguay. Ein Tor erzielte er dabei nicht. Im Rahmen seiner Länderspielkarriere nahm er mit der Celeste an der Fußball-Weltmeisterschaft 2002 teil, bei der Uruguay in der Vorrunde scheiterte. Ebenfalls gehörte er zum Aufgebot bei der Copa América 2004.

## Erfolge
- Uruguayischer Meister: 1998, 2000, 2001, 2002
- UEFA-Intertoto-Cup-Sieger: 2003, 2004
- Deutscher Vizemeister: 2005, 2007
- Deutscher Ligapokal-Sieger: 2005